# Une fille qui a du chien
Pour plus de détails, voir Fiche technique et Distribution.
Une fille qui a du chien (Lost & Found) est une comédie romantique américaine réalisée par Jeff Pollack (en) et sortie en 1999.
Il a été comparé par le New York Times au film Mary à tout prix.

## Fiche technique
- Titre original : Lost & Found
- Réalisation : Jeff Pollack (en)
- Scénario : J. B. Cook, Marc Meeks, David Spade
- Production : Alcon Entertainment
- Photographie : Paul Elliott (en)
- Musique : John Debney
- Montage : Christopher Greenbury
- Durée : 95 minutes
- Dates de sortie : 
  - États-Unis : 23 avril 1999
  - France : 5 avril 2000 (sortie vidéo)

## Distribution
- David Spade (VF : Éric Métayer) : Dylan Ramsey
- Sophie Marceau (VF : elle-même) : Lila Dubois
- Patrick Bruel (VF : lui-même) : René
- Artie Lange (VF : Thierry Wermuth) : Wally Slack
- Mitchell Whitfield (en) (VF : Jean-François Kopf) : Mark Gildewell
- Martin Sheen (VF : Hervé Jolly) : Millstone
- Christian Clemenson : Ray
- Jon Lovitz (VF : Gilbert Lévy) : l'oncle Harry Briggs
- Carole Cook : Sylvia
- Michelle Clunie (VF : Juliette Degenne) : Gail
- Estelle Harris : Mme Stubblefield
- Marla Gibbs : Enid
- Rose Marie : Clara
- Ever Carradine : Ginger
- Carl Michael Lindner : Brat
- Frankie Pace (en) : Sal
- Hal Sparks : DJ
- Jason Stuart (en) : l'employé de la bijouterie
- Frankie Muniz : le garçon du téléfilm
- Phil Leeds (VF : Henri Labussière) et Natalie Barish : le couple d'anciens
- Neil Diamond : lui-même